# Der Rudy!
Der Rudy! was een radioprogramma van de inmiddels opgeheven omroep LLiNK op 3FM.
Het programma begon op 6 september 2005 onder de naam MoveYourAss en werd tot het einde van 2007 elke dinsdag uitgezonden tussen 22.00 en 1.00 uur. De presentatie lag aanvankelijk in handen van Eline la Croix, maar toen die vertrok bij 3FM nam Rudy Mackay het programma in februari 2006 over.
In 2008 verhuisde het programma naar de vrijdagavond tussen 22.00 en 1.00 uur en richtte zich meer op luisteraars die uitgaan.
Per 4 september 2009 veranderde de programmanaam na 195 afleveringen in Der Rudy!.
Er was ook een editie op televisie van dit programma. De eerste aflevering was op 23 september 2005 en werd gepresenteerd door Eline la Croix, Johan Eikelboom, en Ayberk Köprülü.
Begin 2010 werd omroep LLiNK uit het publieke bestel gezet. Dit betekende ook het einde van het programma Der Rudy!.